# 歩兵第147連隊
歩兵第147連隊（ほへいだい147れんたい、歩兵第百四十七聯隊）は、大日本帝国陸軍の連隊のひとつ。

## 沿革
- 1943年（昭和18年）
  - 10月20日、軍令陸甲第95号による臨時動員下令
  - 11月10日、都城市にて編成完了
- 1944年（昭和19年）
  - 1月17日、濠北派遣のため、都城市出発
  - 1月23日、門司港出発
  - 3月27日、カンゲアン列島セパンジャン島において敵潜水艦の魚雷攻撃を受け、輸送船「日南丸」轟沈。連隊長田尻大佐以下将校9名、准士官12名、兵125名、計147名戦死、戦傷死1名が出る。
  - 3月31日、連隊主力は、スンバワ島上陸。
    - 3月7日、第3大隊はスンバ島上陸
    - 4月15日、第1中隊は、フローレス島上陸
    - 4月13日、第5中隊はロンボク島上陸
    - 各自濠北地区防衛を行う。その間、連合軍の飛行機の攻撃を受け、兵二名が戦死、戦病死将校2名、下士官1名、計15名が戦死・戦病死する。

  - 4月13日、連隊長西蓮寺大佐、連隊長に命令、28日着任
  - 6月25日、「セラム」島防衛のため、第1大隊主力（第2中隊第1歩兵砲中隊は除く）は「スンバロ」島、第1中隊はフローレス島を出発。
- 1945年（昭和20年）
  - 2月11日、依命甲第394号により転進のため、主力は「スンパロ」島、その他は各々島峡を出発。「カスンダ」列島を伝いバリに向かい転進する。
    - 同時にセラム島派遣中、第1大隊主力は（第3中隊第1歩兵中隊を除く）は台湾歩兵第2連隊に転属される。台湾歩兵第2連隊第3大隊の主力（大隊本部歩兵2個中隊）連隊に転入され、編成の一部を改編される。
    - 転進中に、連合軍飛行機の攻撃を受け兵4名が戦死。敵潜水艦の魚雷攻撃を受け、軍艦「五十鈴」が沈没。兵6名が戦死し、戦病者が4名、計14名の戦死、戦病者が出る

  - 4月16日、連隊は昭南島に上陸し、馬来（マレー）半島ジョホール州にて南部馬来地区防衛をする
    - 馬来防衛中に、「ジョホール」州共産圏討伐中、将校1名、下士官2名、兵2名の戦死者を出し、戦病死者5名を出す。

  - 5月1日、一般歩兵中隊兵力充実のため、衛生隊を帰国命令により解隊し、それぞれ一般中隊に充足し戦力の充実を図る
  - 8月14日、終戦
  - 8月26日、軍命により昭南神社において軍旗を奉焼する
  - 10月26日、連合軍の命によりリオ諸島レンパン島南部地区に移駐集結する
- 1946年（昭和21年）
  - 6月14日、第21機団としてレンパン島出発
  - 7月2日、鹿児島上陸
  - 7月3日、鹿児島において復員完結

## 歴代連隊長
| 代 | 氏名     | 在任期間              | 備考 |
| -- | -------- | --------------------- | ---- |
| 1  | 田尻邦彦 | 1943.2.10 - 1944.3.27 | 戦死 |
| 末 | 西蓮寺元 | 1944.2.19 - 1946.7.3  |      |